# Academia Diplomática y Consular Carlos Antonio López
La Academia Diplomática y Consular "Carlos Antonio López", también conocida como Academia Diplomática y Consular del Paraguay, es una institución académica paraguaya dependiente del Ministerio de Relaciones Exteriores. Fundada en 1970, su misión principal es la formación, capacitación y perfeccionamiento del personal del Servicio Diplomático y Consular de Paraguay.
La academia organiza cursos, concursos de ingreso, seminarios y diversas actividades académicas orientadas al fortalecimiento de la política exterior del país y la preparación de los futuros diplomáticos paraguayos. Ofrece formación continua para los diplomáticos en ejercicio, con el objetivo de actualizar sus conocimientos y habilidades en el campo de las relaciones internacionales y la diplomacia.
La sede de la Academia se encuentra en Av. España 1100, en el centro de Asunción, Paraguay.

## Historia
La Academia fue fundada en diciembre de 1970 mediante la Ley N.º 219, que creó la carrera Diplomática y Consular en Paraguay. Aunque su creación fue formalizada en 1970, el proceso de organización y funcionamiento efectivo comenzó a finales de la década de 1970. En 1977, se designó al primer director, Antonio Salum-Flecha, quien tuvo la tarea de poner en marcha la institución. Las primeras clases comenzaron oficialmente en mayo de 1978, en un edificio en la esquina de las calles Juan E. O’Leary y Presidente Franco, en Asunción. En 2013, la academia fue renombrada en honor a Carlos Antonio López, expresidente de Paraguay, quien es considerado el primer diplomático del país.

## Funciones
La principal función de la Academia es la formación de los futuros miembros del Servicio Diplomático y Consular de Paraguay. Para ello, organiza cursos, seminarios, y concursos de ingreso, donde los aspirantes son evaluados en diversas áreas, incluidas las relaciones internacionales, el derecho internacional, la historia y la cultura paraguaya. También se encarga de la actualización continua de los diplomáticos en ejercicio, proporcionando capacitación en temas internacionales y diplomáticos de relevancia actual.